# Hiéroglyphe égyptien F32

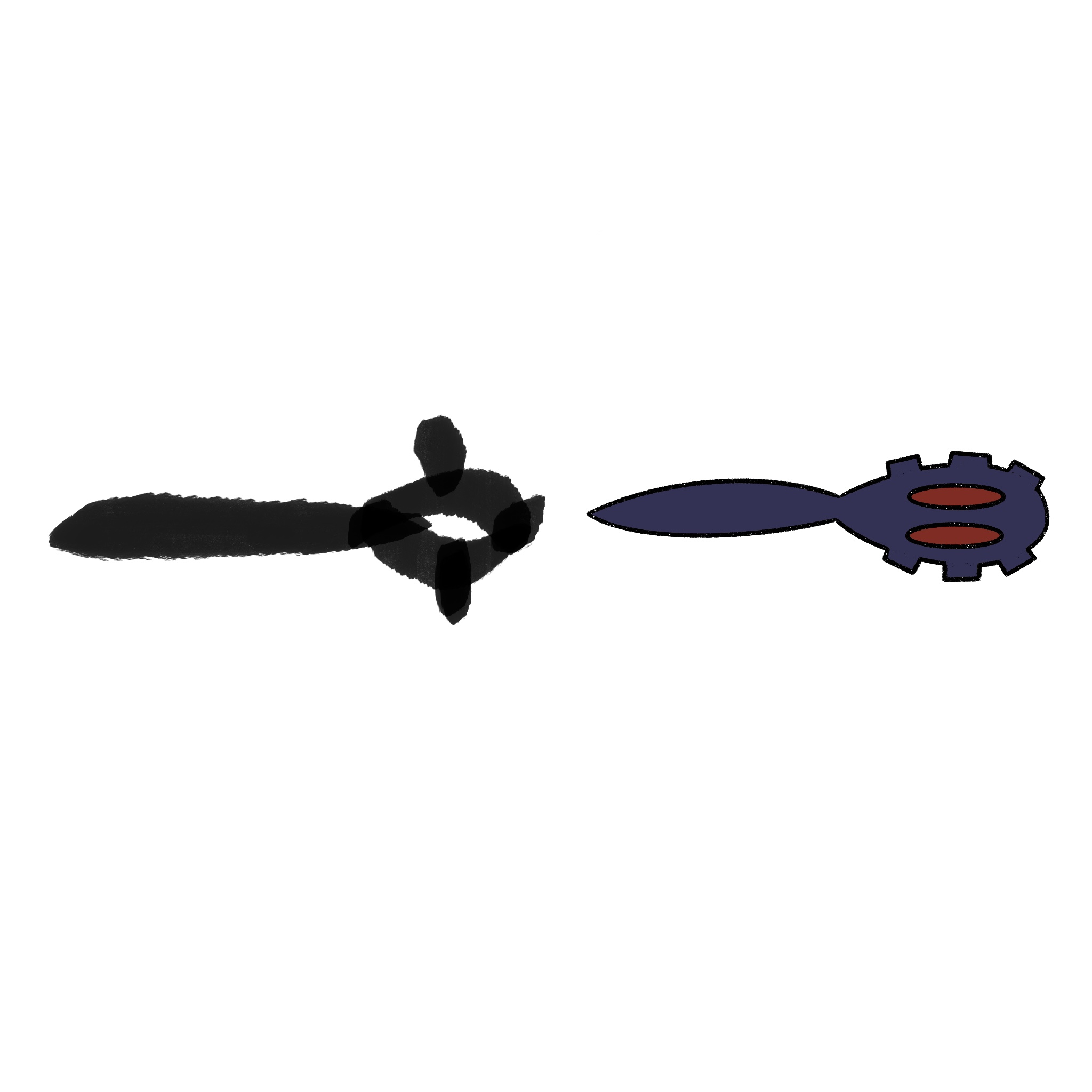
Version hiératique et hiéroglyphique

L'enveloppe fœtale de vache, en hiéroglyphes égyptiens, est classifiée dans la section F « Parties de mammifères » de la liste de Gardiner ; cet hiéroglyphe y est noté F32.

## Représentation
Il représente probablement un sac amniotique de vache (Bos taurus) avec son cordon ombilical (?) ; des versions anciennes sont rouges. La couleur des parties centrales peut varier notamment par du jaune ou du blanc et les protubérance de son contour sont dans les exemples détaillés au nombre de six. Il est translittéré ẖ.t ou ẖ. 

## Utilisation
| F32 · t · Z1 |

| F32 · t · Z1 |

d'où découle son utilisation en tant que phonogramme unilitère de valeur ẖ.

## Exemples de mots
| b | X | b | X | A24 |

| b | X | b | X | A24 |

| X | m | a · D54 |

| X | m | a · D54 |

| X · d | b | A24 |

| X · d | b | A24 |